# Последња Крапова трака
„Последња Крапова трака” је југословенски ТВ филм из 2004. године. Режирао га је Недељко Деспотовић а сценарио је написао Љуба Тадић по делу Семјуела Бекета.

## Улоге
| Глумац     | Улога |
| ---------- | ----- |
| Љуба Тадић | Крап  |